# نشان‌های راهنمایی و رانندگی
نشان‌های راهنمایی و رانندگی یا نشان‌های شُدآمد یا تابلوهای ترافیک یا علائم و نشان‌های جاده‌ای، نمادهایی هستند که در کنار خیابان‌ها یا در بالای جاده‌ها و بزرگراه‌ها به منظور اطلاع‌رسانی به راننده‌ها و عابرین نصب شده‌اند. در هشت دهه گذشته با توجه به روند رو به افزایش خودروها، جاده‌ها و ترافیک شهری و آمد و شد میان شهری، این نمادها و علائم زیادتر، متنوع تر و کاراتر شده‌اند. شماری از کشورها با خطی مشی تصویری کردن، ساده‌تر کردن و استاندارد کردن هر چه بیشتر علائم، مشکل جهانگردان و تاجران را در این زمینه حل کرده و امنیت آمد و شد ترافیکی را بالاتر برده‌اند. بر اساس پیوندنامه‌های بین‌المللی برخی علائم به جای استفاده از واژه‌ها به صورت نگاره‌های نیمرخ هستند. این قبیل نمادها نخست در قاره اروپا ایجاد شده و گسترش پیدا کرد. بعدها همین نشان‌ها در بسیاری از کشورها با تفاوت‌ها و شکل‌های مختلف مورد استفاده قرار گرفت.

## نگارخانه

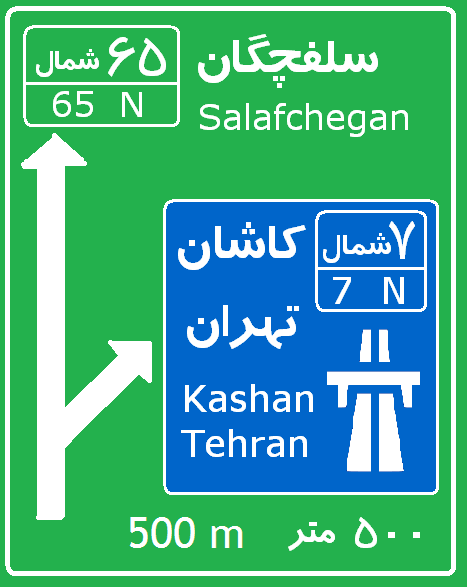
یک تابلو جهت دهی بین شهری در ایران
علامت توقف در ایران
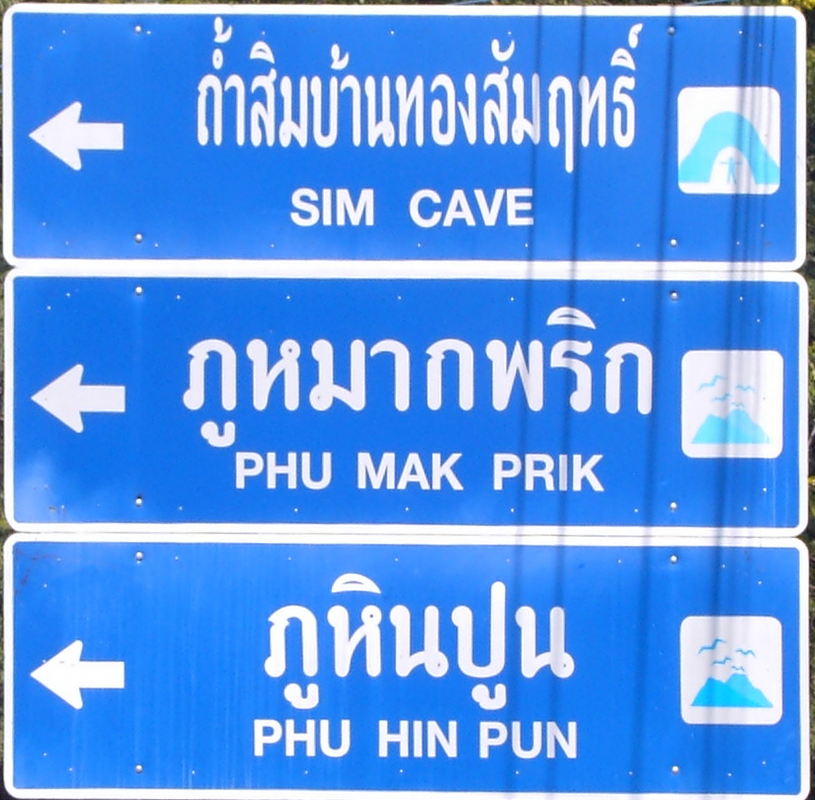
تابلویی در تایلند
تابلو تقاطع راه آهن در کره جنوبی
تابلو محدوده سرعت در شب در آمریکا
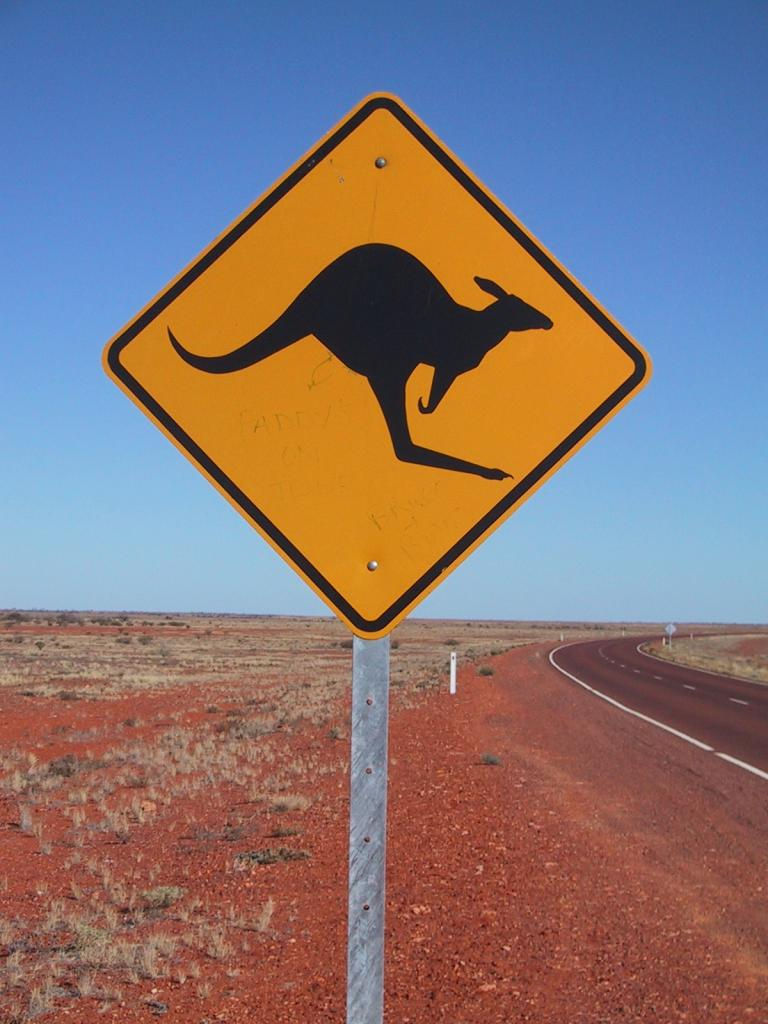
تابلو محل عبور کانگورو در استرالیا
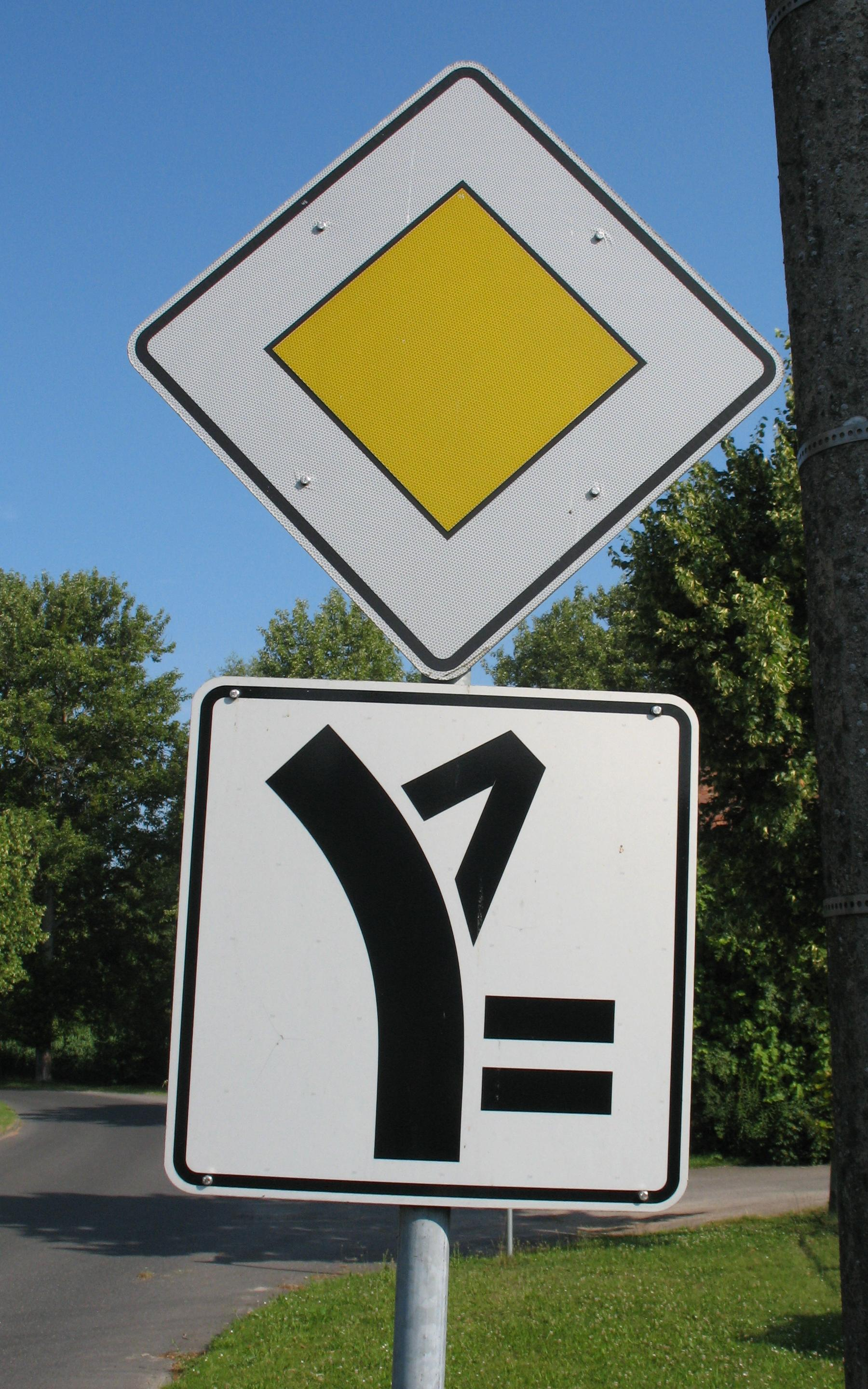